# Albanologie
Die Albanologie ist eine Regionalwissenschaft, die sich mit Sprache, Kultur und Geschichte der Albaner beschäftigt. Sie kann somit auch als ein Teilgebiet der Balkanologie angesehen werden. Im Rahmen der Albanologie werden die wissenschaftlichen Methoden der Literatur-, der Sprachwissenschaft, der Archäologie, der Geschichts- und der Kulturwissenschaft angewandt. Im Zentrum der Forschungen stand von Beginn an und steht bis heute die albanische Sprache.

## Geschichte
Als eigenständige wissenschaftliche Disziplin entstand die Albanologie an der Wende vom 19. zum 20. Jahrhundert. Die wissenschaftliche Beschäftigung mit Albanien als Bestandteil der Balkankunde wurde im letzten Viertel des 19. Jahrhunderts intensiviert; es erschienen die ersten Studien zur albanischen Volks- und Sprachkunde, die teilweise bis heute von wissenschaftlichem Wert sind.
Die erste Universität Albaniens wurde 1957 in Tirana gegründet und sie wurde bald zu einem wichtigen Zentrum der Albanologie, obgleich die geisteswissenschaftliche Forschung den ideologischen Zwängen des stalinistischen Hoxha-Regimes unterlag. Etwas größere Freiheiten hatten die Wissenschaftler an der 1970 gegründeten Universität im jugoslawischen Priština. In Zusammenarbeit der Wissenschaftler in Priština und Tirana wurde bis in die 1970er Jahre die heutige einheitliche albanische Schriftsprache kodifiziert.

## Forschungszentren
Zentren der Forschung sind heute die Universität der albanischen Hauptstadt Tirana und die Universität von Pristina. Auch das Zentrum für Albanologische Studien nimmt eine bedeutende Rolle in der wissenschaftlichen Forschung auf diesem Gebiet ein. Albanologische Studien werden aber auch in Italien (Lehrstühle: Universität Neapel und Universität Palermo), in Österreich (Karl-Franzens-Universität Graz) und in Deutschland (Ludwig-Maximilians-Universität München) betrieben.
Auf Grundlage des Fachinformationsdienstesystems (früher: deutsches Sondersammelgebietssystem) betreut die Bayerische Staatsbibliothek in München das Sondersammelgebiet Albanische Sprache, Literatur und Volkskunde. Im Rahmen dieser nationalbibliothekarischen Aufgabe sammelt die Bibliothek Literatur zu den genannten Fachgebieten möglichst umfassend, stellt sie über Fernleihe Interessierten in ganz Deutschland zur Verfügung und beantwortet als Beratungsstelle fachliche Fragen.
Die Albanologie ist in Deutschland als Kleines Fach eingestuft, siehe auch Liste der Kleinen Fächer.

## Bedeutende Albanologen
- Johann Georg von Hahn (1811–1869)
- Gustav Meyer (1850–1900)
- Ludwig von Thallócz (1857–1916)
- Theodor Ippen (1861–1935)
- Edith Durham (1863–1944)
- Georg Pekmezi (1872–1938)
- Norbert Jokl (1877–1942)

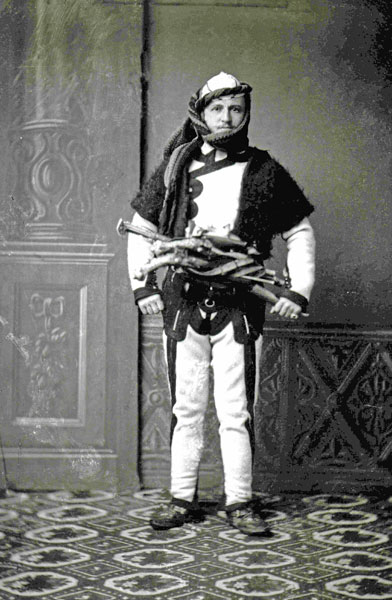
Theodor Ippen um 1900 in albanischer Tracht

- Karl Steinmetz (unbekannt, Verfasser von Grammatik und Wörterbuch nach Reisen zu Beginn des 20. Jahrhunderts)
- Franz von Nopcsa (1877–1933)
- Milan von Šufflay (1879–1931)
- Marie Amelie von Godin (1882–1956)
- Maximilian Lambertz (1882–1963)
- Henrik Barić (1888–1957)
- Carlo Tagliavini (1903–1982)
- Stuart Edward Mann (1905–1986)
- Giuseppe Schirò (1905–1984)
- Eqrem Çabej (1908–1980)
- Georg Stadtmüller (1909–1985; Gründer und erster Leiter des Albanien-Instituts in München)
- Agnija Desnizkaja (1912–1992)
- Robert Schwanke (1919–1994)
- Shaban Demiraj (1920–2014; Sprachwissenschaftler in Tirana, Mitglied der Albanischen Akademie der Wissenschaften)
- Hermann Ölberg (1922–2017), Universität Innsbruck
- Martin Camaj (1925–1992)
- Andromaqi Gjergji (1928–2015)
- Claus Haebler (1931–2023), deutscher Sprachwissenschaftler und Professor in Münster/W.
- Wilfried Fiedler (1933–2019; Verfasser des maßgeblichen Deutsch-Albanischen Wörterbuchs)
- Kaplan Burovich (1934–2022)
- Alain Ducellier (1934–2018)
- Xhevat Lloshi (* 1937; Sprachwissenschaftler in Tirana)
- Peter Schubert (1938–2003; letzter DDR-Botschafter in Tirana)
- Oda Buchholz (1940–2014)
- Robert Elsie (1950–2017)
- Vladimir Orel (1952–2007)
- Karl Kaser (1954–2022)
- Michael Schmidt-Neke (* 1956)
- Ardian Klosi (1957–2012)
- Bardhyl Demiraj (* 1958)
- Oliver Jens Schmitt (* 1973)